# Medionops cauca
Espèce
Medionops cauca est une espèce d'araignées aranéomorphes de la famille des Caponiidae.

## Distribution
Cette espèce est endémique du département de Cauca en Colombie,. Elle se rencontre sur l'île Gorgona.

## Description
Le mâle holotype mesure 3,84 mm.

## Étymologie
Son nom d'espèce lui a été donné en référence au lieu de sa découverte, le département de Cauca.

## Publication originale
- Martínez, Sánchez-Ruiz & Bonaldo, 2021 : « The spider genus Medionops Sánchez-Ruiz & Brescovit (Araneae: Caponiidae) in Colombia, with the description of four new species. » European Journal of Taxonomy, vol. 773, p. 61-79 (texte intégral).